# Qeqertat
Qeqertat è un piccolo villaggio della Groenlandia di 22 abitanti (gennaio 2005). Sorge sull'isola omonima (la principale delle Harward Øer) al termine del Fiordo di Inglefield; si trova a 77°30'36"N 66°38'24"O ed appartiene al comune di Avannaata. Può essere raggiunto attraverso un elicottero, una nave o una slitta, ma per lunghi periodi è completamente isolato. Non ci sono negozi, ma se serve si apre un piccolo spaccio per cibo, fiammiferi e carburante; c'è un solo telefono, una minuscola biblioteca e un edificio che funge contemporaneamente da chiesa e scuola.